# In Concert (Klaus Nomi)
In Concert è un album live del cantante tedesco Klaus Nomi, pubblicato postumo nel 1986.

## Descrizione
L'album, registrato dal vivo nel 1979 allo Hurrah's di New York, contiene alcune canzoni che in seguito avrebbero fatto parte degli album di Klaus Nomi. L'unico brano inedito è la cover di I Feel Love di Donna Summer, reinterpretata con parole in italiano.

## Tracce
Esistono due edizioni di questo disco, ma il numero e l'ordine delle tracce è sempre lo stesso:

(LP) RCA PL71145 Germania 1986

(Musicassetta) RCA PK71145 Europa 1986
Lato A
1. Keys Of Life - 5:24
2. Falling In Love Again - 2:47
3. Lightning Strikes - 1:40
4. Nomi Song - 3:12
5. The Twist - 3:20

Lato B
1. Total Eclipse - 4:42
2. I Feel Love (Donna Summer, Giorgio Moroder) - 5:25
3. Samson And Delilah (Aria) - 5:46

## Promozione
Da questo album fu estratto un singolo:

### I Feel Love
(7") RCA PB40943 Europa 1986

Lato A I Feel Love (Studio Version) - 4:07

Lato B I Feel Love (Live Version)
- Studio Version a cura di C.J. Ellis e Jack Malken.